# Lavalle (Corrientes)
Lavalle o Puerto Lavalle es una ciudad argentina de la provincia de Corrientes en el departamento Lavalle. Está situada a orillas del río Paraná, entre las ciudades de Goya y de Santa Lucía. Se encuentra a 207 kilómetros de la capital provincial.
El 13 de diciembre de 1616, Hernado Arias de Saavedra (Hernandarias) fundó Santa Lucía de los Astos (por los indios locales). origen de la localidad cabecera del departamento. El continuo ataque de los indígenas obligó al traslado del asentamiento. El 13 de diciembre de 1717 se concretó la segunda fundación del pueblo, esta vez sobre la margen derecha del río Mepeme (hoy conocido como Santa Lucía).
En 1793 fue habilitada la iglesia declarada Monumento Histórico Nacional. El nombre definitivo del distrito recuerda a Galo Lavalle, que realizó la última fundación en 1863.
La carta orgánica municipal establece:

ARTÍCULO 4: Denominación, Aniversarios y Culto Religioso. El Municipio de Lavalle, toma como propio el nombre de “LAVALLE”, para su identidad política, institucional, económica, financiera y social, sin perjuicio de que en actos protocolares se use el nombre de “PUERTO LAVALLE”.

En esta localidad se encuentra ubicado el Monasterio San Alberto, donde vive una comunidad contemplativa femenina de la Orden de las Dominicas.
Sobre esta ciudad y con respecto a los pactos y tratativas celebrados por los Gobiernos de las Provincias de Corrientes y Santa Fe, se ubicará la cabecera de un puente que unirá ambas provincias, comunicando además a esta ciudad con su par santafesina de Avellaneda. La construcción de este puente en esta región, facilitará la interconexión de ambas provincias, además de servir como vía de salida para el tránsito citadino y el transporte de cargas de esa parte de ambas provincias, liberando además el flujo de tránsito del Puente General Manuel Belgrano, ubicado varios kilómetros al norte y que une las Provincias del Chaco y Corrientes.

## Población
Cuenta con 2 990 habitantes (Indec, 2010), lo que representa un incremento del 27,5% frente a los 2 345 habitantes (Indec, 2001) del censo anterior.
| Gráfica de evolución demográfica de Lavalle entre 1991 y 2010 |
|                                                               |
| Fuente: censos nacionales del INDEC                           |

## Geografía
- Altitud: 33 m s. n. m.
- Latitud: 29°1′0″ S
- Longitud: 59°10′59″ O

Lavalle está ubicada cerca del río Paraná entre las ciudades de Goya y Santa Lucía.

## Parroquia de la Iglesia católica en Lavalle
| Diócesis        | Goya                                |
| --------------- | ----------------------------------- |
| Unidad pastoral | Nuestra Señora del Perpetuo Socorro |